# Phorocera grandis
Phorocera grandis là một loài ruồi trong họ Tachinidae.